# Ida Wolden Bache
Ida Wolden Bache, född den 26 februari 1973 i Bærum, är en norsk nationalekonom som sedan 2022 är chef för Norges Bank, det vill säga Norges centralbank. Wolden Bache är den första kvinnan att inneha posten som centralbankschef i Norge.

## Biografi

### Tidiga år och utbildning
Wolden Bache föddes 1973 i Bærum i Norge och studerade vid Valler videregående skole där hon tog examen 1992. Wolden Bache studerade historia vid Universitetet i Oslo innan hon upptäckte nationalekonomin, och tog därefter 1999 master i nationalekonomi vid London School of Economics.
Efter studierna vid London School of Economics kom Wolden Bache så småningom att påbörja sina forskarstudier vid Universitetet i Oslo. Dessa resulterade i avhandlingen Econometrics of Exchange Rate Pass-Through och doktorsexamen i nationalekonomi 2007.

### Karriär
Parallellt med studierna arbetade hon som forskningsassistent, först vid ekonomiska institutionen på Universitetet i Oslo 1996–1998 och sedan vid Norges Banks forskningsavdelning 1998–2000. Delvis parallellt med sina forskarstudier verkade Wolden Bache 2000–2009 som konsult och sedermera rådgivare vid forskningsavdelningen och den penningpolitiska avdelningen hos Norges Bank. Efter sina forskarstudier undervisade Wolden Bache även vid Handelshøyskolen BI 2008–2009.
Wolden Bache har varit verksam i olika chefsbefattningar på Norges Bank under 2010-talet, och var under 2010–2013 även senior rådgivare för Handelsbanken Capital Markets. Hon utsågs 2020 till vice chef för Norges Bank.
När den dåvarande chefen för Norges Bank, Øystein Olsen, meddelade sin avgång 2021 var Wolden Bache jämte Jens Stoltenberg, Natos generalsekreterare tillika Norges tidigare statsminister, ansedd som den mest sannolika efterträdaren som centralbankschef. I februari 2022 utsågs Stoltenberg till Olsens efterträdare, samtidigt utsågs Wolden Bache till tillförordnad centralbankschef mellan mars och september 2022. I mars 2022 stod det dock klart att Stoltenberg fått förlängt förtroende som Natos generalsekreterare varför denne fick lämna återbud till uppdraget som centralbankschef. Detta fick till följd att Wolden Bache – som den första kvinnan någonsin – i stället utsågs till chef för Norges Bank. Hon utsågs formellt den 1 april 2022, och hennes förordnande sträcker sig i sex år, 2022–2028.
Wolden Bache är sedan 2022 även Norges representant i Internationella valutafondens (IMF) styrelse.